# Бої за Юзівку
Бої за Юзівку – серія військових зіткнень між червоноармійцями і махновцями, з одного боку, і білими військами, з іншого, за контроль над Юзівкою протягом грудня 1917 – січня 1920 років.

## Історія

### Бойові дії у 1917
У грудні 1917 року депутати Юзівської ради перейшли на бік більшовиків, головою ради став Яків Залмаєв.
У середині грудня загін більшовика Миколи Гаргаева роззброїв загін анархіста Семченка Олександра, штаб якого знаходився в садибі керівника заводом Свіцина, якого підтримували шахтарі.  17 грудня козаки здійснили напад на Юзівку вони розгромили Раду робітничих депутатів Прохоровского рудника.
19 грудня загін Червоної армії металургійного заводу під командуванням мартенівця А. Коваля вибив козаків з дому Бальфура і котельно-мостового цеху. На цьому закінчився процес встановлення радянської влади на території усього міста.
Для боротьби з калединцями в Юзівці Перший Юзово-Макіївський-Кальміуський полк і Рудченковський шахтарський батальйон створили штаб Червоної гвардії Юзово - Макіївського району. За розпорядженням Центрального ревкому Донбасу для зміцнення оборони міста було відправлено загони з Макіївки. Загалом в Юзівці зібралося 3 тисячі червоногвардійців, що зайняли оборону міста по лінії Кальміусу.
22 грудня Донські козаки почали  наступ на місто, зустрівши організований опір. Упродовж двох днів червоногвадійці оборонялися. Незабаром стало відомо, що з Микитівки на допомогу захисникам міста вирушив Перший донецький пролетарський полк. Не чекаючи на підкріплення, юзівські загони почали контрнаступ і відкинули донців на кілька кілометрів від міста. Вони зайняли лінію Ясинувата–Щегловка– Мушкетово–Ларине і утримували цю лінію до прибуття Сіверса.

### Бойові дії у 1918–1919
Ще до того, як Юзівку покинули німецькі частини, за взаємною домовленістю з ними в місто прибули частини Донської армії і 6 грудня – частини 3-й Добровольчої дивізії Май-Маєвського, що розмістив в місті свій штаб. Штабом здійснювалося керівництво Західним фронтом донців, який тягнувся по лінії Маріуполь-Волноваха-Донецьк-Дебальцеве На початку січня 1919 року, відбулися перші сутички між повстанцями Махна і частинами Май-Маєвського на підступах до Юзівці про це писав Денікін: "… з величезним напруженням і завзятістю ледве відбивався (прм. Май-Маєвський) від Махно "
28 січня Денікін телеграфував французькому генералу Фошу, з проханням про допомогу надіслати війська в Донбас в тому числі і до Юзівки які могли б підтримати добровольців. Але телеграма залишилася без відповіді.
В кінці 1918 року на підкріплення добровольцям до Юзівки прибув дивізіон Атаманского полку Донської армії. На початку січня 1919 повстанці були відкинуті від Юзівки і майже всеь січень і лютий місто перебувало в тилу в прифронтовій зоні. Але білогвардійцям не вдалося вибити повстанців із станції Рутченково, яка перебувала на підступах до Юзівки.
4 березня частини Махно захопили Волноваху і продовжували рух з півдня на Юзівку. В цей же час червоногвардійські частини захопили Гришине і продовжили наступ на Юзово. У самому місті зав'язався запеклий бій за станцію Юзово між червоноармійцями і добровольцями. Впродовж усього дня місто кілька разів переходило з рук в руки. До самої середини березня йшли бої за місто. Бачачи тяжке становище Май-Маєвського, 14 березня командування добровольців передали йому в підпорядкування групу Шкуро, в складі якої була 1-я Кавказько-Кубанська дивізія і 1-я Терская дивізія.
Несподіванкою для командувача Південного фронту Гіттіса стали успіхи місцевих повстанських загонів, які значно потіснили противника по всьому фронту. Скориставшись цим тимчасовим успіхом, він вирішив подвійним охопленням знищити Юзівську групу добровольців і зайняти місто. Одна частина повинна була вести наступ через Рутченково, друга – через Ковпакове.
15 березня Гіттіс наказав 13-й РККА вранці 16 березня перейти в наступ. Вранці червоноармійці 7-й дивізії РККА зайняли Юзівку і продовжили наступ на південь від міста.
Бажаючи врятувати становище, генерал Денікін 17 березня наказав Шкуро пройти рейдом по тилах червоних. 17 березня частини Шкуро вийшли в тил червоним і з боями рухалися в обхід Юзівки з півночі сходу і півдня по маршруту Дебальцеве — Горлівка — Скотовате -Новобахмутовка — Очеретине Красногорівка — Старомихайлівка — Мар'їнка-ст. Доля — Оленівка після чого пішли на південь. У самому місті та околицях Юзівки почалася паніка і масовий відхід червоноармійців. 25 березня по напрямку до Юзівки висунулися добровольці після бою ввечері місто і станція були зайняті, крім міста за собою добровольці закріпили Красногорівку — Мандрикіне–Доля.
Події в Юзівці привели до того, що більшовикам для порятунку фронту довелося з фронту в районі Житомира, де червоні боролися з частинами Армії УНР, зняти дивізію Покуса і перекинути її в Донбас. На початку квітня з українського фронту були зняті ще кілька частин і перекинуті на Донбас.
Станом на 8 квітня, на станції Рутченково продовжували триматися червоноармійці, там знаходився 13-й полк і залізничний полк. Незважаючи на те, що на початку квітня Май-Маєвському передали 2-ю Кубанську пластунську бригаду, 19 квітня командування наказало частинам Май-Маєвського покинути місто, щоб не піддавати його обстрілу з боку червоноармійців. Цим скористалися частини Махно, які перейшли в наступ в районі Юзівки і 20 квітня зайняли місто.
Відразу ж після заняття міста, в ньому був створений Юзівський районний ревком, який очолив більшовик Зайцев. Не дивлячись на постійні обстріли міста з боку білогвардійців, всі останні 20 днів перед остаточним захопленням міста Зайцев намагався налагодити мирне життя. У місті була зібрана контрибуція з буржуазії, випустили пару номерів газети «Донецька Правда». Частина грошей отриманих від контрибуцій були передані заводоуправлінням для виплати зарплати робітникам.
Для частин Май-Маєвського в цей період склалося дуже складне становище, про це з доповіді від 25 квітня пише Денікін:
```
"Ком. Корпусу (прм. Май-Маєвський) вважає, що збереження залишків корпусу можливо лиш в тому випадку, якщо корпус своєчасно буде виведений з бою. Час настав. Не можна вимагати від людей неможливого. Зважаючи на це ком. Корус (прм. Травень- Маєвський) просить директиви від армії, в якому напрямку почати  відхід ... "
[
17
]
[
18
]
```

Для порятунку добровольців в район Юзово були послані частини Шкуро. 5 травня козаки вже були на підступах до міста, вони зайняли ст. Ларине — ст. Караванна — Мандрикіне — Мар'янівку — Новоселівку, і захопили багато полонених кулемети і обози. Станом на 8 травня шкуровці обійшли Юзівку із заходу і північного заходу і зайняли Олександрівку — Мар'їнка — Красногорівку — Максимільянівка — Селидове — Гришине — Грабово. Червоноармійці сконцентрувалися в районі Ясинувата — Юзівка, таким чином вони були в напівкільці оточення козаками.
У своїх спогадах генерал-лейтенант Шкуро Андрій пише що його частини зайняли Юзівку 6 травня:
```
6 травня корніловці з танками перейшли в наступ і взяли Ясиновату. В той же день мої дивізії оволоділи Юзовкою, забравши там багато полонених
 
— червоних і махновців. Перевішавши комуністів, я розпустив всіх інших по домівках. Не затримуючись в Юзівці, ми взяли послідовно станції Чаплине і Волноваху без великих втрат.
[
20
]
```

Після ряду боїв, 10 травня кубанські пластуни зломили противника і зайняли лінію Мар'ївка — Мушкетово — Юзово. Після цього йшли бої в околицях міста. 11 травня батальйон кубанців зайняв станцію Щеглівка і Григорівка, 12 травня 9-й кубанський батальйон вибив червоних з рудника Гілка. 13 травня Юзівка і околиці були повністю очищені від червоних, кубанці на півночі зайняли Авдіївку — Ясинувату.
В офіційному повідомленні штабу Добровольчої армії з цього приводу ще від 10 травня писалося: 
```
«Після ряду боїв доблесні (кубанські) пластуни зламали противника і зайняли Макіївку Мушкетово Юзівку!»
[
22
]
```

### Бої у грудні 1919 – січні 1920
31 грудня 1919 року 42-га дивізія яка була сформована в Донбасі на початку 1919 року з місцевих шахтарів підступила до Юзівки, на околицях міста завязвлісь бої між червоноармійцями і відступаючими білогвардійцями. Бої йшли з перемінним успіхом. Першим у місто увійшов кулеметний полк червоноармійців який зайняв станцію Юзово, після цього бої продовжувалися в межах міста. 3 січня 1920 без бою останні частини Добровольчої армії покинули місто. Відразу ж після цього в місто урочистим строєм увійшов ескадрон 1-й КА С. М. Будьоного.

## Становище в місті
Про становище в Юзівці під час перебування там частин Май-Маєвського писав його адютант Макаров Павло:
Штаб ген. Май-Маєвського знаходився в серці Донбасу – в Юзівці. Генерал намагався утримати під своєю владою вугільний район і, крім грошей і жертв, виривав з корінням, як він висловлювався, «пролетарський дух». За найменшу симпатію до радянської влади людей розстрілювали і вішали. Контр-розвідка розкинула густу мережу по всій території, зайнятій Добрармією. Гірничі промисловці, які повернулися до своїх заводів і шахт, особливо кровожерливо знущалися над робітниками. Під загрозою смертної кари, за нікчемні гроші їх змушували працювати з ранку до пізньої ночі в шахтах, на заводах і на транспорті. Відмова працювати розглядалася Май-Маєвським як заклик до повстання; долю таких нещасних вирішувала куля або петля.